# Calendrier permanent Hanke-Henry
Le calendrier permanent Hanke-Henry (CPHH) est une proposition de réforme du calendrier grégorien. C'est l'un des nombreux exemples de calendriers à semaines bissextiles, un type de calendrier qui maintient la synchronisation avec l'année solaire en intercalant des semaines entières plutôt que des jours simples. Il s'agit d'une modification d'une proposition précédente, le calendrier et heure civils communs (CCC&T : Common Civil Calendar and Time en anglais). Avec le calendrier permanent Hanke-Henry, chaque date du calendrier tombe toujours le même jour de la semaine. Une caractéristique majeure du système de calendrier est la suppression des fuseaux horaires,.

## Caractéristiques

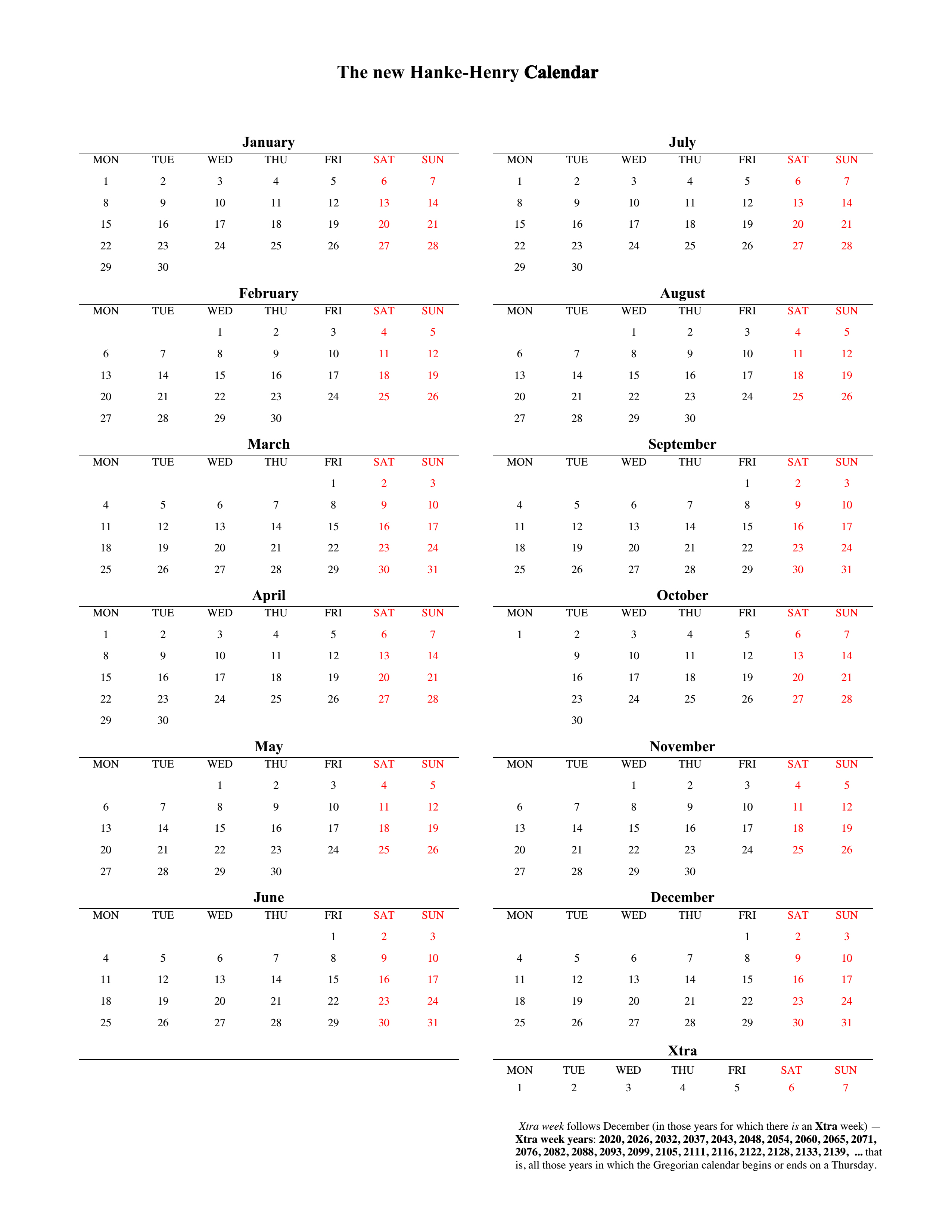
La dernière version du calendrier permanent Hanke-Henry.

Alors que de nombreuses réformes du calendrier visent à rendre le calendrier plus précis, le calendrier permanent Hanke-Henry vise lui, à rendre le calendrier pérenne, de sorte que chaque date tombe le même jour de la semaine, année après année. La dérive habituelle des jours de la semaine par rapport aux dates résulte du fait que le nombre de jours dans une année solaire tropique (une orbite complète de la Terre autour du Soleil, soit environ 365,2422 jours) n'est pas un multiple de sept. Cette proposition de réforme calendaire y répond en réduisant les années communes à 364 jours (52 semaines) et en ajoutant une semaine supplémentaire tous les cinq ou six ans, le calendrier permanent Hanke-Henry élimine la dérive des jours de la semaine et synchronise l'année civile avec le changement saisonnier lorsque la Terre tourne autour du Soleil. La semaine bissextile connue sous le nom de « Xtra » se produit chaque année qui commence (lettres dominicales D, DC) ou se termine (D, ED ) un jeudi du calendrier grégorien correspondant, et se situe entre la fin décembre et le début janvier. Ainsi, chaque année commence toujours entre le 29 décembre et le 4 janvier dans le calendrier grégorien. Il s’agit en fait de la même règle que pour les dates de la semaine ISO.
Selon le calendrier permanent Hanke-Henry, les mois de janvier, février, avril, mai, juillet, août, octobre et novembre comptent trente jours, tandis que les mois de mars, juin, septembre et décembre en comptent trente et un, de sorte que chaque trimestre contient deux mois de 30 jours suivis d'un mois de 31 jours, selon le schéma de (30:30:31). Bien que le calendrier permanent Hanke-Henry modifie la longueur des mois, la semaine et les jours de la semaine restent les mêmes.
Hanke et Henry n'offrent pas de discussion sérieuse sur les anniversaires, en particulier ceux commémorés les 31 janvier, 31 mai, 31 juillet, 31 août et 31 octobre (car ces jours sont éliminés en passant du calendrier grégorien au nouveau calendrier proposé). Leur FAQ sur leur site web recommande simplement de fêter son anniversaire un jour aléatoire de son choix, ou d'utiliser plus systématiquement le 30e et dernier jour de ce mois, ce qui est logique pour certaines fêtes comme Halloween au moins, qui devrait avoir lieu la veille de la Toussaint, le 1er novembre. Une troisième solution, qui a été adoptée avec les réformes du calendrier ailleurs, serait d'appliquer le calendrier de manière proleptique et de trouver la date correspondante dans l'année d'origine, bien que cela devrait probablement être fait pour toutes les dates : par exemple, le 4 juillet 1776 (jour de l'indépendance) était un jeudi comme ce qu'il est dans le CPHH, mais le 14 juillet 1789 (jour de la Bastille) était un mardi, pas un dimanche, et devrait donc être déplacé au 16 juillet.
Dans le cadre de la proposition de ce nouveau calendrier, les fuseaux horaires seraient éliminés et remplacés par le temps universel coordonné (UTC).
Henry soutient que sa proposition réussira là où d'autres ont échoué parce qu'elle maintient le cycle hebdomadaire intact et respecte donc le quatrième commandement (souviens-toi du jour du sabbat pour le sanctifier) du judaïsme et du christianisme.
| Mo | Tu | We | Th | Fr | Sa | Su |
| -- | -- | -- | -- | -- | -- | -- |
| 01 | 02 | 03 | 04 | 05 | 06 | 07 |
| 08 | 09 | 10 | 11 | 12 | 13 | 14 |
| 15 | 16 | 17 | 18 | 19 | 20 | 21 |
| 22 | 23 | 24 | 25 | 26 | 27 | 28 |
| 29 | 30 |    |    |    |    |    |

| Mo | Tu | We | Th | Fr | Sa | Su |
| -- | -- | -- | -- | -- | -- | -- |
|    |    | 01 | 02 | 03 | 04 | 05 |
| 06 | 07 | 08 | 09 | 10 | 11 | 12 |
| 13 | 14 | 15 | 16 | 17 | 18 | 19 |
| 20 | 21 | 22 | 23 | 24 | 25 | 26 |
| 27 | 28 | 29 | 30 |    |    |    |

| Mo | Tu | We | Th | Fr | Sa | Su |
| -- | -- | -- | -- | -- | -- | -- |
|    |    |    |    | 01 | 02 | 03 |
| 04 | 05 | 06 | 07 | 08 | 09 | 10 |
| 11 | 12 | 13 | 14 | 15 | 16 | 17 |
| 18 | 19 | 20 | 21 | 22 | 23 | 24 |
| 25 | 26 | 27 | 28 | 29 | 30 | 31 |

| Mo | Tu | We | Th | Fr | Sa | Su |
| -- | -- | -- | -- | -- | -- | -- |
| 01 | 02 | 03 | 04 | 05 | 06 | 07 |
| 08 | 09 | 10 | 11 | 12 | 13 | 14 |
| 15 | 16 | 17 | 18 | 19 | 20 | 21 |
| 22 | 23 | 24 | 25 | 26 | 27 | 28 |
| 29 | 30 |    |    |    |    |    |

| Mo | Tu | We | Th | Fr | Sa | Su |
| -- | -- | -- | -- | -- | -- | -- |
|    |    | 01 | 02 | 03 | 04 | 05 |
| 06 | 07 | 08 | 09 | 10 | 11 | 12 |
| 13 | 14 | 15 | 16 | 17 | 18 | 19 |
| 20 | 21 | 22 | 23 | 24 | 25 | 26 |
| 27 | 28 | 29 | 30 |    |    |    |

| Mo | Tu | We | Th | Fr | Sa | Su |
| -- | -- | -- | -- | -- | -- | -- |
|    |    |    |    | 01 | 02 | 03 |
| 04 | 05 | 06 | 07 | 08 | 09 | 10 |
| 11 | 12 | 13 | 14 | 15 | 16 | 17 |
| 18 | 19 | 20 | 21 | 22 | 23 | 24 |
| 25 | 26 | 27 | 28 | 29 | 30 | 31 |

| Mo | Tu | We | Th | Fr | Sa | Su |
| -- | -- | -- | -- | -- | -- | -- |
| 01 | 02 | 03 | 04 | 05 | 06 | 07 |
| 08 | 09 | 10 | 11 | 12 | 13 | 14 |
| 15 | 16 | 17 | 18 | 19 | 20 | 21 |
| 22 | 23 | 24 | 25 | 26 | 27 | 28 |
| 29 | 30 |    |    |    |    |    |

| Mo | Tu | We | Th | Fr | Sa | Su |
| -- | -- | -- | -- | -- | -- | -- |
|    |    | 01 | 02 | 03 | 04 | 05 |
| 06 | 07 | 08 | 09 | 10 | 11 | 12 |
| 13 | 14 | 15 | 16 | 17 | 18 | 19 |
| 20 | 21 | 22 | 23 | 24 | 25 | 26 |
| 27 | 28 | 29 | 30 |    |    |    |

| Mo | Tu | We | Th | Fr | Sa | Su |
| -- | -- | -- | -- | -- | -- | -- |
|    |    |    |    | 01 | 02 | 03 |
| 04 | 05 | 06 | 07 | 08 | 09 | 10 |
| 11 | 12 | 13 | 14 | 15 | 16 | 17 |
| 18 | 19 | 20 | 21 | 22 | 23 | 24 |
| 25 | 26 | 27 | 28 | 29 | 30 | 31 |

| Mo | Tu | We | Th | Fr | Sa | Su |
| -- | -- | -- | -- | -- | -- | -- |
| 01 | 02 | 03 | 04 | 05 | 06 | 07 |
| 08 | 09 | 10 | 11 | 12 | 13 | 14 |
| 15 | 16 | 17 | 18 | 19 | 20 | 21 |
| 22 | 23 | 24 | 25 | 26 | 27 | 28 |
| 29 | 30 |    |    |    |    |    |

| Mo | Tu | We | Th | Fr | Sa | Su |
| -- | -- | -- | -- | -- | -- | -- |
|    |    | 01 | 02 | 03 | 04 | 05 |
| 06 | 07 | 08 | 09 | 10 | 11 | 12 |
| 13 | 14 | 15 | 16 | 17 | 18 | 19 |
| 20 | 21 | 22 | 23 | 24 | 25 | 26 |
| 27 | 28 | 29 | 30 |    |    |    |

| Mo | Tu | We | Th | Fr | Sa | Su |
| -- | -- | -- | -- | -- | -- | -- |
|    |    |    |    | 01 | 02 | 03 |
| 04 | 05 | 06 | 07 | 08 | 09 | 10 |
| 11 | 12 | 13 | 14 | 15 | 16 | 17 |
| 18 | 19 | 20 | 21 | 22 | 23 | 24 |
| 25 | 26 | 27 | 28 | 29 | 30 | 31 |

| Mo | Tu | We | Th | Fr | Sa | Su |
| -- | -- | -- | -- | -- | -- | -- |
| 01 | 02 | 03 | 04 | 05 | 06 | 07 |

## Histoire

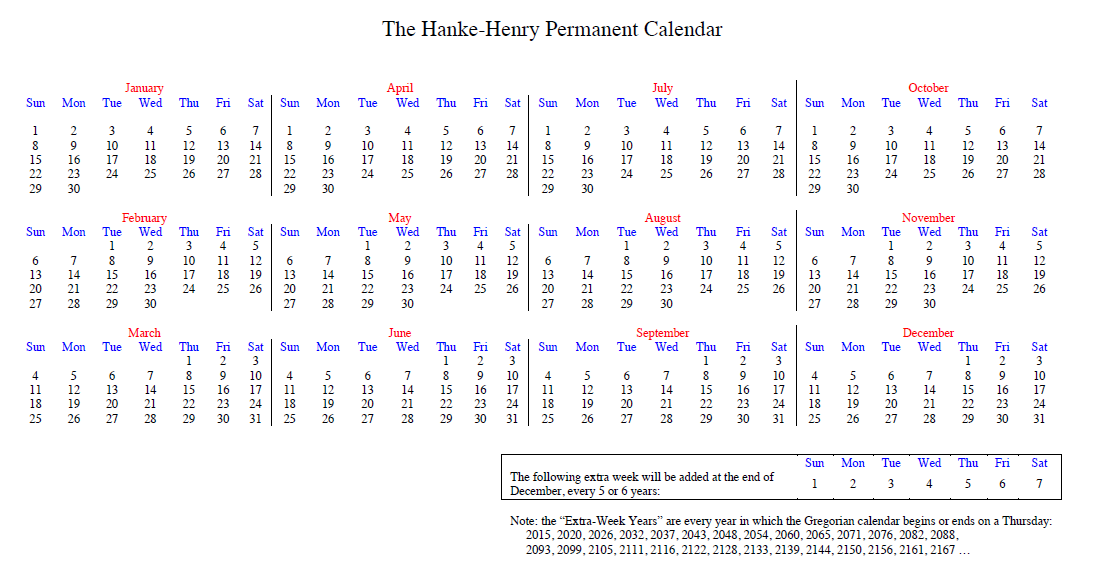
Calendrier permanent Hanke-Henry dans sa version pré-2016 avec les semaines commençant toujours le dimanche, mais Xtra déjà à la fin de l'année.

En 2004, Richard Conn Henry, professeur d'astronomie à l'université Johns Hopkins, a proposé l'adoption d'un calendrier connu sous le nom de Common-Civil-Calendar-and-Time (CCC&T), qu'il a décrit comme une modification d'une proposition de Robert McClenon. La version originale de Henry avait essentiellement la même structure que celle donnée ci-dessus, mais insérait sa semaine bissextile nommée « Newton » entre juin et juillet au milieu de l'année.
La règle du saut a été choisie pour correspondre à la règle du saut de semaine ISO (règle déjà existante), afin de minimiser la variation du début de l'année par rapport au calendrier grégorien, alors que Robert McClenon avait initialement proposé une règle de saut simple qui entrainerait une plus grande variance astronomique : les années dont les nombres sont divisibles par 5 ont une semaine bissextile, mais les années dont les nombres sont divisibles par 40 n'en ont pas, à moins qu'elles ne soient également divisibles par 400.
Henry avait préconisé la transition vers le calendrier le 1er janvier 2006, car c'est une année où son calendrier et le calendrier grégorien commencent l'année le même jour. Mais une fois cette date passée, il a recommandé de supprimer le 31 décembre 2006 pour commencer en 2007, ou de supprimer les 30 et 31 décembre 2007 pour commencer en 2008.
Fin 2011, le calendrier a été révisé par l'économiste de Johns Hopkins Steve Hanke en déplaçant la semaine bissextile du milieu à la fin de l'année et en la renommant « Extra », produisant ainsi l'actuelle proposition du calendrier permanent Hanke-Henry. La date cible pour l'adoption universelle était alors le 1er janvier 2017, mais elle a été reportée à 2018, lorsque la conception du calendrier a été modifiée début 2016 pour adopter le lundi comme début de semaine, de trimestre et d'année, afin de mieux se conformer à la norme internationale existante ISO 8601.
En 2016, le développeur Web Black Tent Digital a publié l'application officielle du calendrier Hanke-Henry, avec des capacités de conversion entre les calendriers grégorien et Hanke-Henry, afin de faciliter la transition vers le système Hanke-Henry. Il n'est plus disponible depuis mars 2018.[pourquoi ?]

## Comparaisons
La principale différence entre la proposition de calendrier de Robert McClenon et la modification de Henry est que la première a une règle simple pour déterminer quelles années ont une semaine bissextile. Cette règle ressemble à la règle grégorienne de l'année bissextile et a la même durée de cycle, soit de 400 ans. Les années dont les nombres sont divisibles par 5 ont une semaine bissextile, mais les années dont les nombres sont divisibles par 40 n'ont pas de semaine bissextile à moins qu'elles ne soient également divisibles par 400. Le principal inconvénient de cette règle est que la nouvelle année varie de 17 jours par rapport à la nouvelle année grégorienne (par exemple, l'année 1965 commencerait 11 jours plus tôt que ce que fut la grégorienne et l'année 2036 commencerait 6 jours plus tard que ce que sera la grégorienne), alors que la règle d'Henry garantit que la nouvelle année commence toujours dans les trois jours suivant la nouvelle année grégorienne.
La principale différence entre la proposition de calendrier Symmetry010 d'Irv Bromberg et celle de Hanke/Henry est le modèle de durée des mois, le Symmetry010 plaçant le mois le plus long au milieu de chaque trimestre, selon le schéma (30:31:30). Le calendrier Symmetry454, plus ambitieux, comprend en outre chaque mois d'exactement 4 ou 5 semaines, formant le schéma (28:35:28). Les deux propositions démarrent la semaine le lundi et sont destinées à être utilisées avec une règle pour les années bissextiles différente, résultant en un cycle bissextile de 293 ans.
D'autres propositions de réformes calendaires, comme le calendrier Pax de 1930 et le calendrier fixe international popularisé par Cotsworth et Eastman, présentent un calendrier pérenne de 13 mois de 28 jours chacun. La première a également une semaine bissextile tandis que la seconde a un jour à la fin de chaque année n'appartenant à aucun mois ni à aucune semaine et un deuxième jour supplémentaire dans les années bissextiles.

## Avantages
- Le calendrier lui-même est permanent, il ne change pas d'année en année, à l'exception de la nécessité d'ajouter une semaine à la fin de l'année, tout les 5 ou 6 ans.
- Tous les trimestres ont le même nombre de jours, ce qui simplifie les calculs financiers.
Par exemple, ce calendrier aurait permis d'éviter le fiasco des rapports d'Apple pour le quatrième trimestre 2012, où, en raison du nombre impair de semaines dans une année et pour assurer une période de rapport cohérente, Apple a publié ses résultats trimestriels après les treize semaines habituelles au lieu des quatorze de l'année précédente en raison d'une semaine bissextile dans le trimestre, ce qui a amené de nombreux investisseurs qui n'avaient pas remarqué l'ajustement à croire qu'Apple avait été moins rentable que prévu.
- Avec la disposition 30:30:31 et sans compter les jours fériés nationaux, les deux premiers mois de chaque trimestre ont 22 jours ouvrables chacun et chaque troisième mois des années communes a 21 jours ouvrables, si le samedi et le dimanche sont considérés comme le weekend de congé. Les configurations alternatives 30:31:30 et 31:30:30 auraient une plus grande variation : 23:22:20 et 22:23:20, respectivement.
- Contrairement à d’autres propositions de réforme, elle ne modifie pas les jours de la semaine ni les noms des mois.
- Le calendrier commence le même jour chaque année, le lundi 1er janvier. (C'était le dimanche dans les versions précédentes.)
- Comme dans le calendrier grégorien, du dimanche au dimanche, il y a toujours sept jours, tout comme du samedi au samedi ou du vendredi au vendredi. Étant donné qu’aucun jour n’est jamais ajouté en dehors d’une semaine de sept jours, les groupes religieux concernés par les jours saints hebdomadaires ne devraient pas s’y opposer. Dans les propositions qui ajoutent des jours uniques en dehors de la semaine, comme le calendrier du Monde, un véritable « septième jour » de repos ou de culte se situerait entre les weekends et les jours de semaine.
- Aucun jour n'est à plus de 5 jours avant ou après son homonyme grégorien et presque tous les jours sont dans les 4 jours.
- Étant donné que la version révisée est compatible avec la date de la semaine ISO, de nombreux logiciels sont déjà préparés pour prendre en charge le CPHH. Les programmeurs doivent simplement ajouter un moyen de regrouper les semaines en trimestres et de les diviser en mois.

## Inconvénients
- Les évènements annuels à date fixe (par exemple les anniversaires) se produisent toujours le même jour de la semaine chaque année, même si beaucoup de ceux qui fêtent leur anniversaire le weekend pourraient voir cela comme un avantage.
- Les anniversaires et les célébrations se produisant au cours de la 53e semaine (la semaine supplémentaire des années bissextiles) ne se produiraient qu'une fois tous les cinq à six ans, et ces anniversaires et célébrations seraient cinq fois plus fréquents que les anniversaires et célébrations du 29 février dans le calendrier grégorien.
- Le calendrier n'est pas aussi précisément aligné sur l'année solaire que le calendrier grégorien existant et certains calendriers de réforme proposés, il peut donc nécessiter l'utilisation continue de calendriers astronomiques plus précis à certaines fins agricoles.
- Si ce calendrier devenait le calendrier par défaut, toute la gestion des dates par ordinateur devrait être corrigée, ce qui serait beaucoup plus compliqué que la correction de l'an 2000, bien que la nouvelle compatibilité avec les dates de semaine ISO 8601 serait utile.
- Les modifications de la durée des mois ne correspondent pas mieux aux phases lunaires.
- Les mois de 30 ou 31 jours chacun ne tirent pas pleinement parti de la nature pérenne des calendriers à semaines bissextiles, comme le feraient des mois de 4 ou 5 semaines chacun.
- Les semaines intercalaires compliqueraient les périodes de temps comptées en mois. Dans le calendrier actuel, la différence maximale entre les durées de ces périodes est de trois jours. Dans le calendrier permanent Hanke-Henry, ce serait sept jours et l'exception serait plus longue que la norme.
- Le dernier mois de chaque trimestre a un jour de plus que les deux autres (30:30:31), mais si, comme dans la norme ISO 8601, une semaine appartient au mois dans lequel se trouvent la majorité de ses jours, alors le deuxième mois a une semaine de plus que les deux autres (4:5:4).
- Les années bissextiles sont plus difficiles à déterminer que dans certaines autres propositions, l'algorithme le plus simple dépendant du cycle des jours de la semaine du calendrier grégorien.
- Supprimer les fuseaux horaires créerait des situations inhabituelles et anormales : par exemple, midi, c'est-à-dire l'heure naturelle du midi où le Soleil est au zénith, est très éloigné de 12 heures, l'heure chronographique du midi, pour la plupart des endroits du monde. Cela rendrait le voyage plus difficile car il faudrait apprendre des horaires complètement nouveaux pour chaque longitude.
- Le nom (actuel) n'est pas neutre.
- Les dates du jour du mois de certaines fêtes, comme Halloween/Samain le 31 octobre, et de certains évènements sont perdues et devraient donc être célébrées à une date différente, par exemple le 30 octobre, mais cela affecte moins de dates que dans les propositions de réforme avec 13 mois de 4 semaines chacun.